# Kapellenruine St. Ottmar und St. Ottilien
Koordinaten: 49° 26′ 30,3″ N, 11° 24′ 23,1″ O

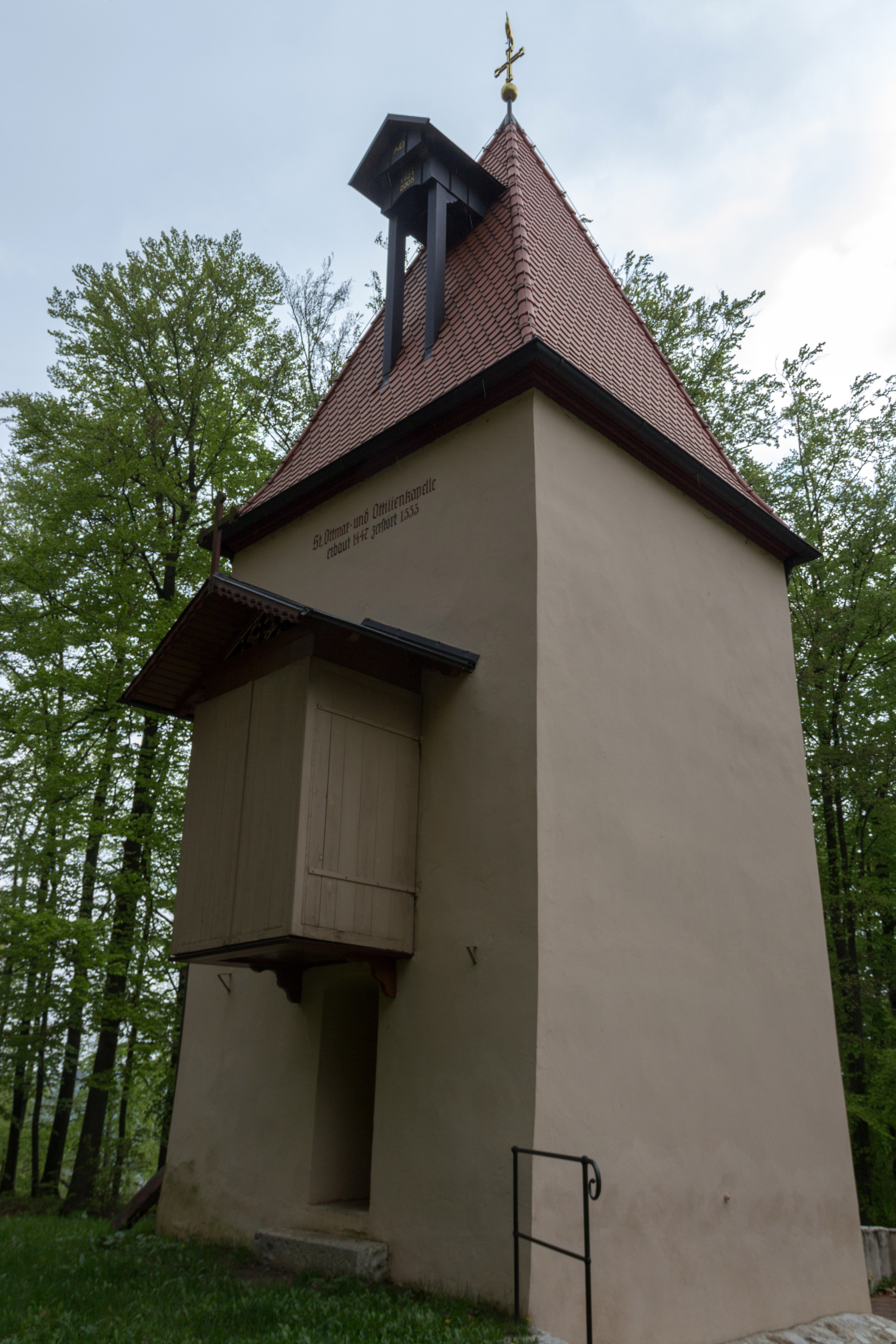
Kapellenruine Sankt Ottmar und Sankt Ottilien

Die Kapellenruine Sankt Ottmar und Sankt Ottilien ist eine zerstörte Kapelle auf dem Keilberg in der Nähe von Offenhausen im mittelfränkischen Landkreis Nürnberger Land. Die ehemalige Kapelle wurde als Dank für das Überleben der Pest 1436 errichtet und im Jahr 1448 den beiden Heiligen Sankt Otmar und Sankt Ottilie geweiht. Nach der Zerstörung wurde der Turm in seiner heutigen Form aufgebaut und 1756 geweiht. Seitdem wird alljährlich nach dem Kilianstag (8. Juli) am zweiten Sonntag im Juli die Keilberg-Kirchweih gefeiert.

## Lage
Die Kapellenruine befindet sich auf dem Gipfelplateau des 547 Meter hohen Keilberges etwa einen Kilometer südwestlich von Offenhausen entfernt. Zu erreichen ist der Ort nur über Forststraßen oder Wanderwege mit dem Fahrrad oder zu Fuß.

## Geschichte
Der Keilberg wurde im Mittelalter noch Keyrberg genannt. 1326/27 wurde der Keilberg als Besitz des Klosters Michelfeld erstmals urkundlich erwähnt, als er an Heinrich und Dietrich von Wildenstein verkauft wurde. Die veräußerten ihn später an das Kloster Engelthal.
Durch die Pest im Sommer 1436 wurden sehr viele Menschen der Gegend um Offenhausen dahingerafft. Man flehte um die Hilfe Gottes und gelobte, auf dem Keilberg eine Kapelle zu erbauen. Das Kloster Engelthal, Grund und Patronatsherr fürchtete eine schädliche Konkurrenz und konnte durch Ablehnung einen Kapellenbau jahrelang verhindern. Erst unter einer neuen Priorin konnte am 3. November 1447 vor dem zuständigen Bischof von Eichstätt eine Einigung beurkundet werden. Im Frühjahr 1448 dürften wohl die Arbeiten begonnen worden sein und es entstand ein etwa 15 mal 23 Meter großer Sakralbau. Wie archäologische Untersuchungen ergaben, wurde wahrscheinlich die Kapelle bereits kurz nach ihrer Fertigstellung im ersten Markgrafenkrieg im August 1449 zusammen mit 14 Dörfern aus der Umgebung zerstört. Nach dieser Zerstörung wurde die Kapelle deutlich kleiner in der zweiten Hälfte des 15. Jahrhunderts wiederaufgebaut.
Eine 1756 getätigte Behauptung, dass im Zweiten Markgrafenkrieg im Mai 1553 die Kapelle abermals zerstört wurde, ist nicht bestätigt. Es ist daher möglich, dass die Kapelle nach der Reformation durch Baufälligkeit oder Abbruch vernichtet wurde. Der zweite Kapellenaufbau war spätestens in der zweiten Hälfte des 16. Jahrhunderts wieder verfallen. Mit der Reformationszeit hatten die Wallfahrten zur Keilberg-Kapelle aufgehört und der letzte Kirchweihgottesdienst wurde 1523 abgehalten. Das neben der Kapelle errichtete Bruderhaus für den Bergmesner wurde zunächst weiter bewohnt, aber die Kapelle fand nur noch wenig Beachtung. Das Bruderhaus wurde 1568 zur Gewinnung von Baumaterial abgebrochen. Ein erneuter Wiederaufbau wurde nicht in Betracht gezogen. Der heutige Keilbergturm geht nicht aus der Kapelle hervor, sondern wurde auf den alten Fundamenten errichtet. Eine Baunachricht belegt, dass er im Jahr 1666 um- oder neugebaut wurde. 1748 erhielt er sein heutiges Erscheinungsbild. Der Offenhausener Pfarrer Andreas Würfel veröffentlichte die Geschichte der Kapelle und organisierte am 11. Juli 1756 einen festlichen Gottesdienst. Seitdem wird mit der Kirchweih bei der St. Ottmar- und Ottilienkapelle ein Gottesdienst vor dem Kapellenturm abgehalten. Für den Gottesdienst erhielt der Turm 1858 die charakteristische hölzerne Außenkanzel und 1890 einen Dachreiter für die Glocke.
Im Jahre 2005/2006 wurde unter der Leitung von Oliver Specht eine archäologische Grabung durchgeführt. Hierbei wurde auch widerlegt, dass sich an dieser Stelle der vermutete Burgstall Keilberg befindet. Hierbei kamen aber die Grundmauern unterschiedlicher Bauphasen der Keilbergkapelle zu Tage und der Turm wurde renoviert.
Der Turm steht unter Denkmalschutz.

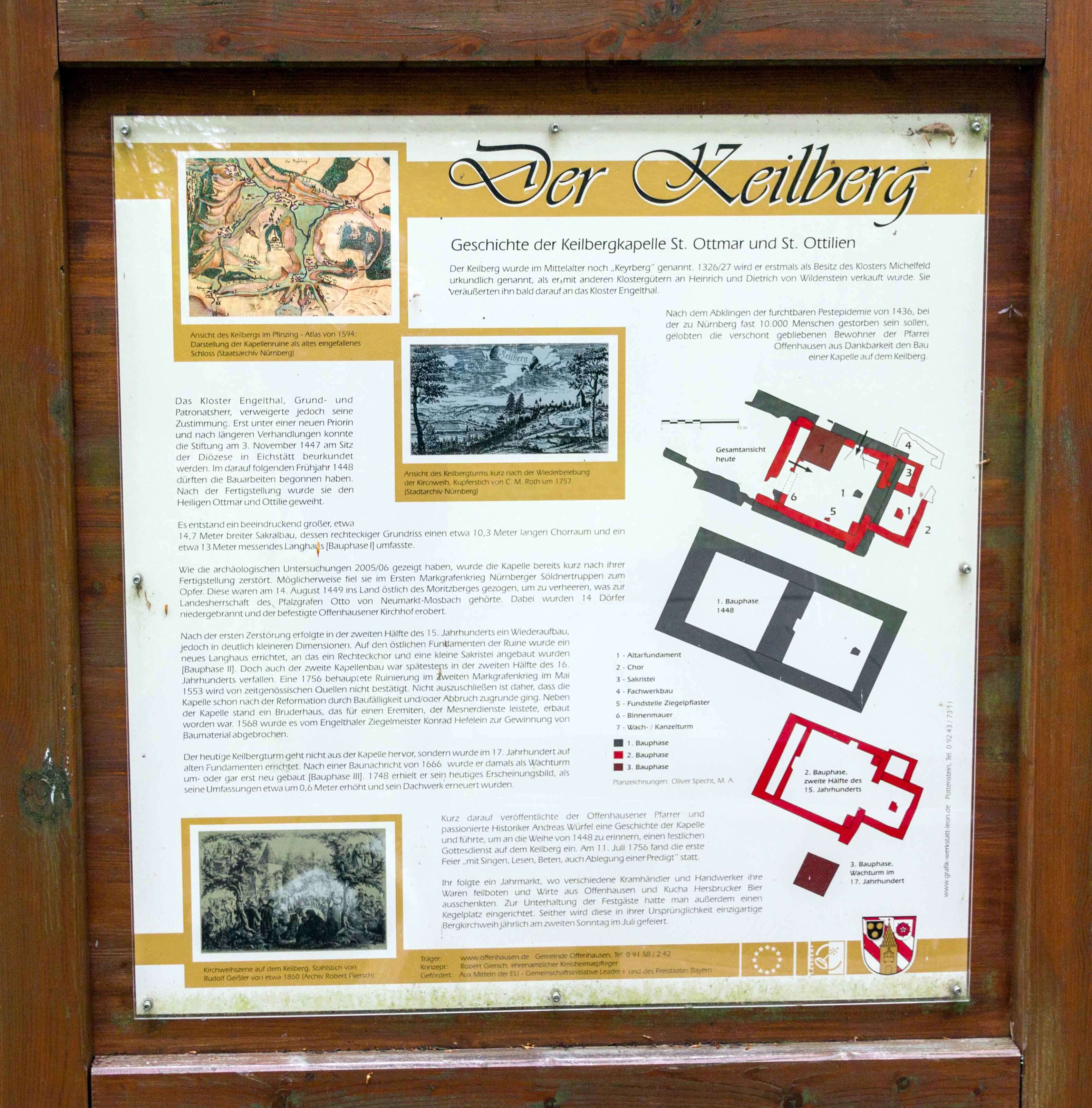
Infotafel bei der Kapellenruine
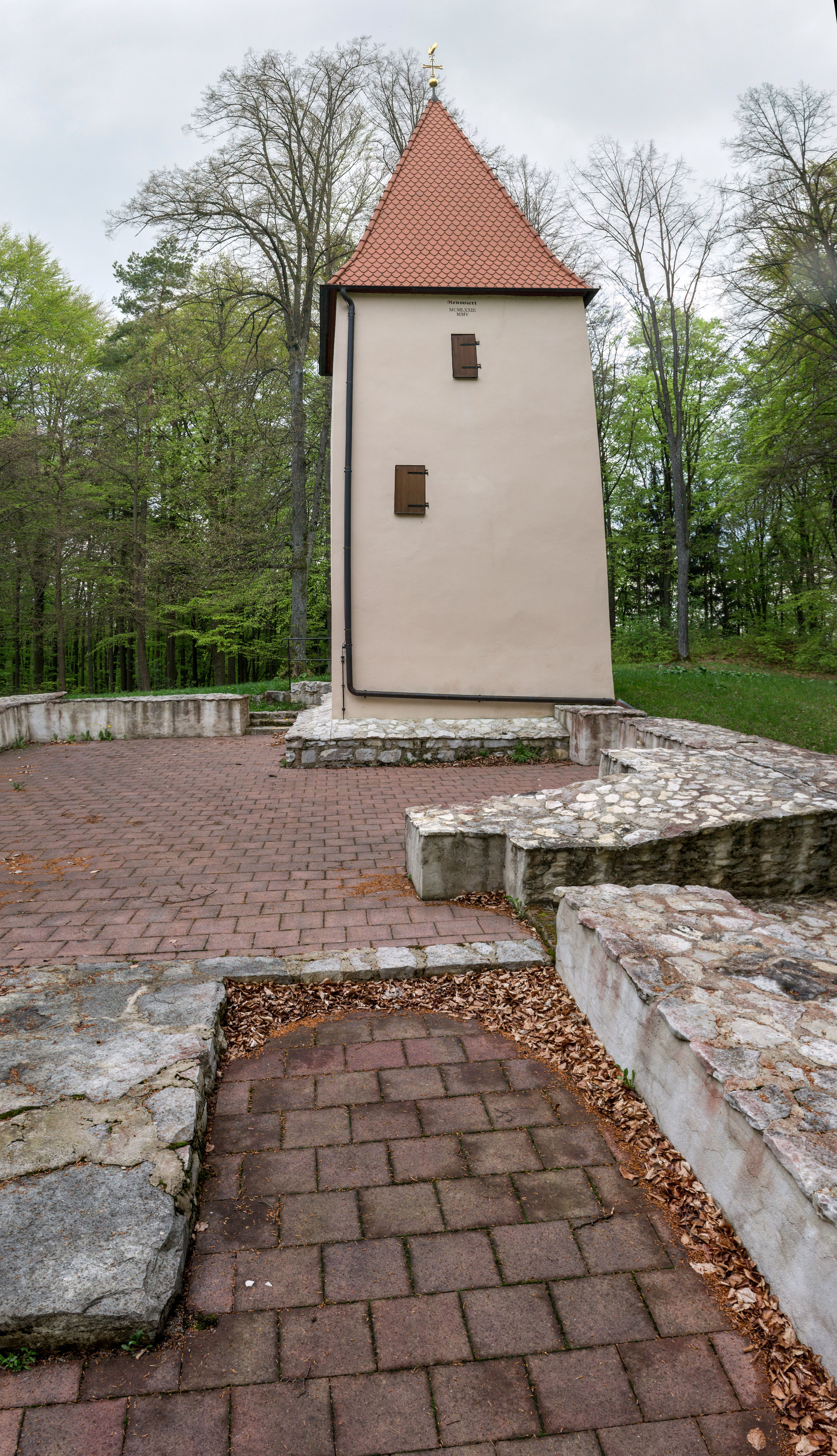
Turm und Rekonstruktion der Grundmauern
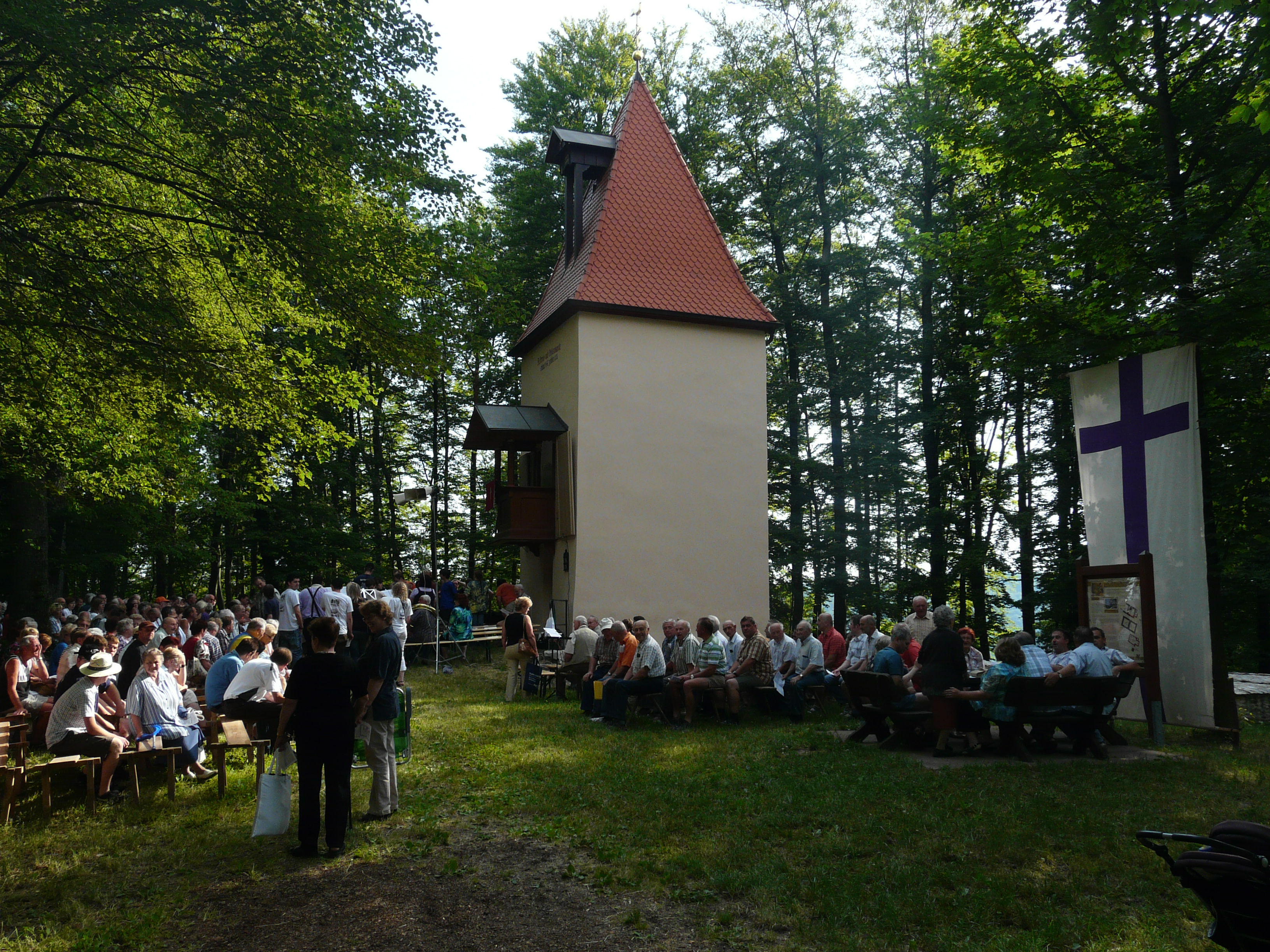
Keilbergkirchweih